# Nová radnice (Prostějov)
Nová radnice v Prostějově je dvoupatrová stavba z počátku 20. století s asymetricky umístěnou čtyřhrannou věží, v níž se mísí prvky historismu a secese. V interiéru i exteriéru radnice se zachovala bohatá štukatérská, kovotepecká, sochařská a malířská výzdoba. Nová radnice je cenným dokladem stavebního a uměleckého řemesla počátku 20. století a svým významem přesahuje prostějovský region. Prohlášena za národní kulturní památku od 1. 7. 2024.

## Historie

### Výstavba
Myšlenka na výstavbu nové radnice vznikla koncem 19. století, když se do vedení města dostala česká většina v čele se starostou Karlem Vojáčkem. Od prvního konkrétního návrhu, předloženého v roce 1893, do jeho realizace uplynulo 20 let. Přípravu komplikovaly požadavky na výstavbu okresního soudu a okresního hejtmanství, finanční možnosti města, výkup pozemků i různé zájmy zainteresovaných stran.
Původní úvahy o přestavbě staré radnice nebo budovy staré kasárny byly odmítnuty a koncem roku 1900 městská rada rozhodla o výstavbě nové budovy na místě staré kasárny na náměstí Františka Josefa. Do architektonické soutěže vyhlášené v prosinci roku 1900 bylo zařazeno 22 projektů, k práci na realizaci byli vyzváni Jan Vejrych a Osvald Polívka (2. místo v soutěži získal K.H.Kepka). Po roce 1904 byly práce na čas přerušeny, protože přednost dostala výstavba Národního domu. Koncem roku 1908 byl Polívkův projekt zrušen a navázána spolupráce s Karlem Hugo Kepkou, který byl v roce 1909 pověřen zpracováním nových plánů. Projekt byl několikrát upravován podle požadavků samosprávy a v březnu 1911 přijalo zastupitelstvo v čele se starostou Josefem Horákem usnesení o stavbě s rozpočtem 590 000 Kč. Stavba byla zahájena 13. května 1911 a dokončena byla 15. dubna 1914. Úřadovat se v nové budově začalo 14. května 1914, zahájení provozu proběhlo 6. června 1914 představením Smetanovy Prodané nevěsty v Národním domě. Město Prostějov obdrželo od firmy Vulkania darem u příležitosti slavnostního otevření radnice klíč od hlavních dveří, který zdobí tepané listoví, znak města a dedikační nápis. Součástí vnitřní hlavice klíče je medailon s portrétem tehdejšího starosty města O. Přikryla.
Na stavbě se podílelo kolem čtyřiceti stavebních a řemeslných podniků z Prostějova a okolí, čímž chtělo vedení města mj. ukázat zručnost i uměleckou vyspělost místních podnikatelů. Provedli ji místní stavitelé Rudolf Konečný a Josef Nedělník. Sochařskou výzdobu zhotovil Josef Bernauer, autorem štuků je Vladimír Pleský podle návrhů pražského sochaře Čeňka Vosmíka. Nábytek dodal Robert Kořalka. Umělecko-řemeslné práce z kovu (různé druhy tepaných svítidel, kryty pro krby, rukojeti dveří atd.) zhotovila firma Vulkania. Po dokončení stavebních prací byl interiér postupně doplňován dalšími uměleckými díly, zejména obrazy od Aloise Kalvody, Oldřicha Lasáka a Theodora Hilšera. Celkové náklady na stavbu dosáhly výše 678 956 Kč.

### Stavební úpravy a rekonstrukce

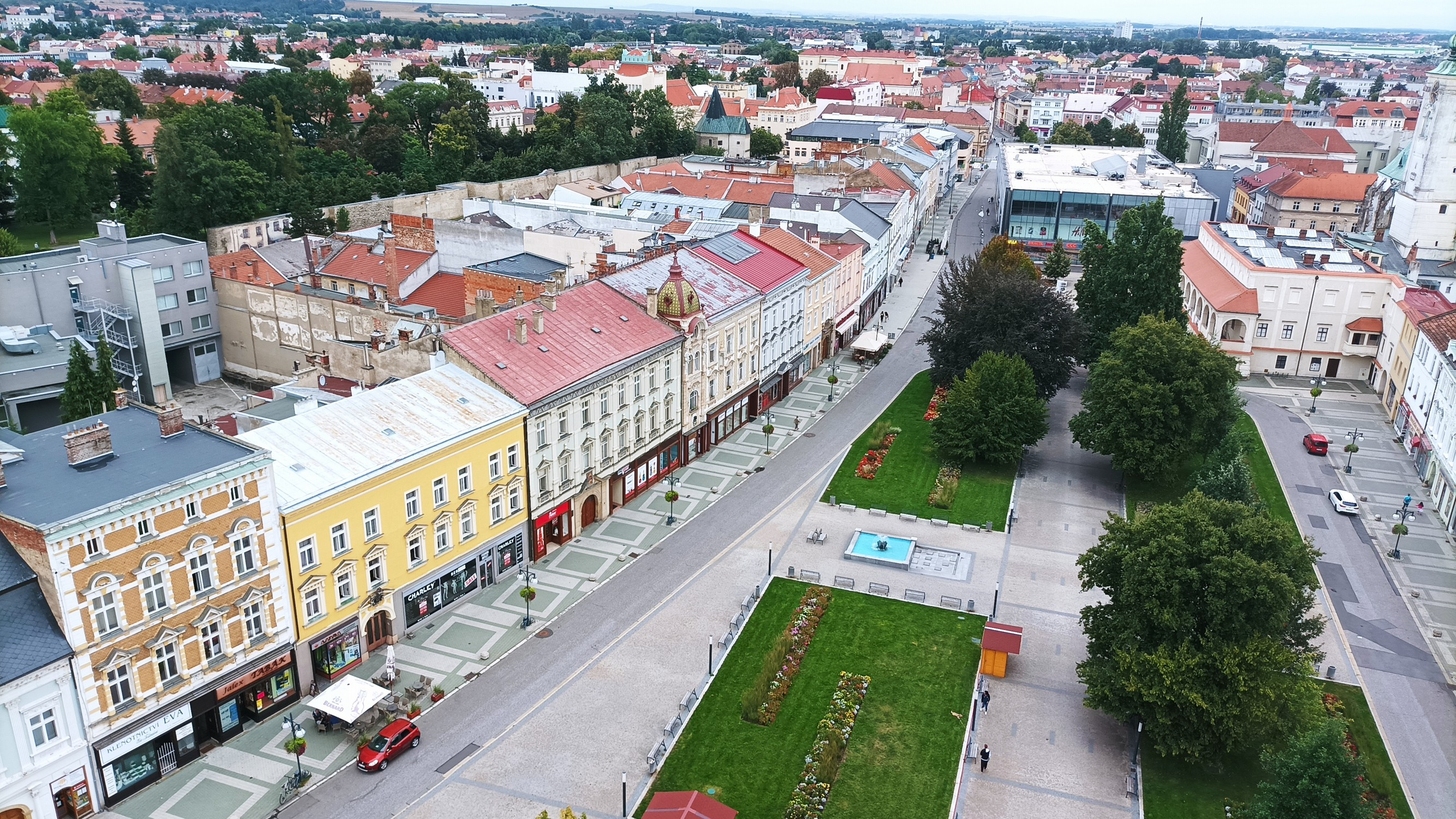
Pohled z věže radnice na náměstí TGM

Vedle běžné údržby a nutných oprav v průběhu 20. století si zvyšující se administrativní provoz vyžádal rozsáhlejší přestavby a přístavby radnice. Týkalo se to zejména dvorního traktu, kde byly vybudovány garáže a v letech 1991–1992 nová kotelna. Počátkem 90. let 20. století město získalo do majetku sousední dům č. 12, což mu umožnilo provést jeho rozsáhlou rekonstrukci pro potřeby městského úřadu. V roce 2004 pak byl upraven zadní dvoupatrový trakt této budovy a spojen průchodem přes spojovací chodbu s nádvořím radnice. V letech 2005–2006 byla provedena úprava vstupních prostor radnice a rekonstrukce zasedací místnosti ve dvoře.

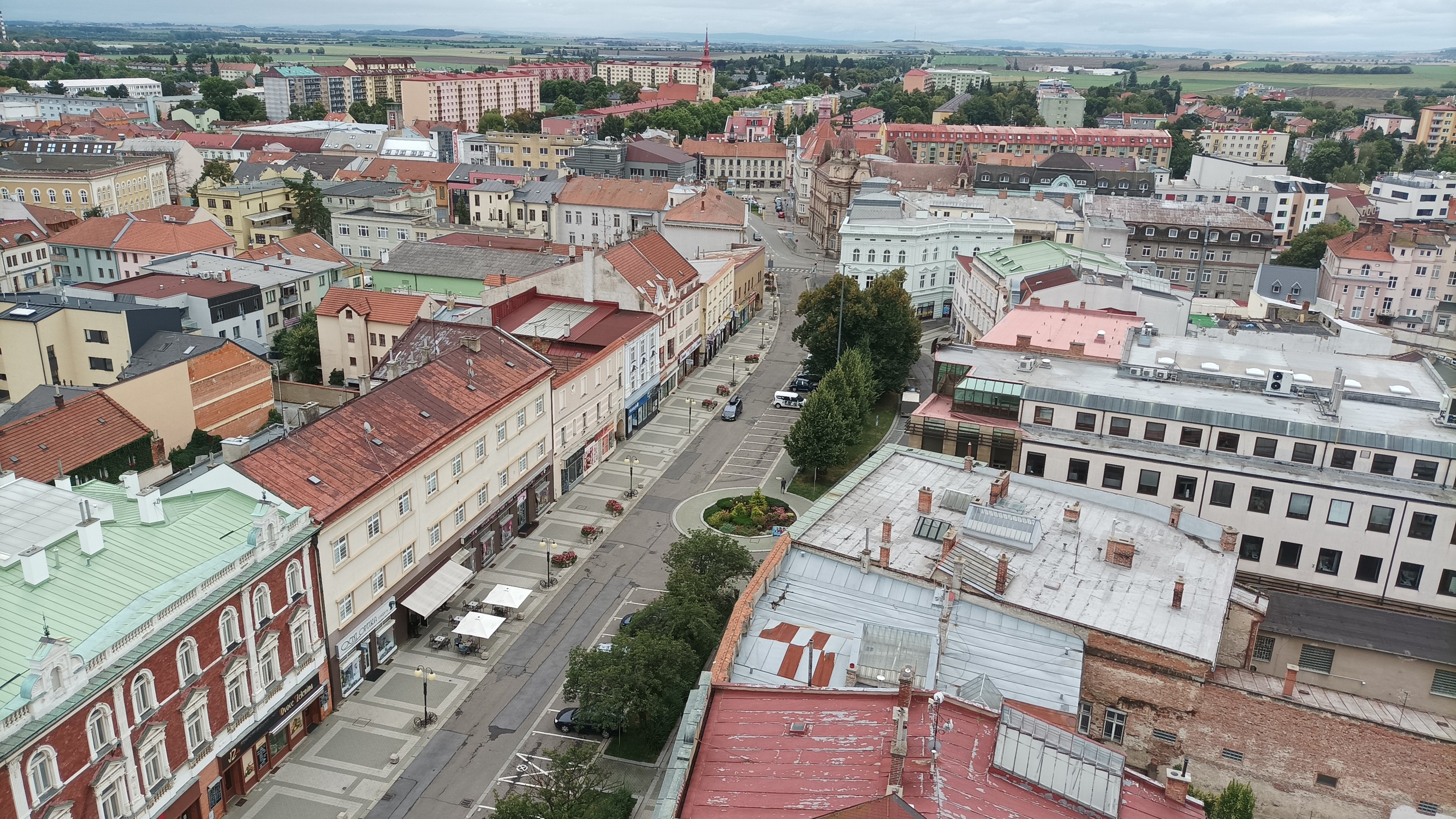
Pohled z věže radnice na Žižkovo náměstí

V roce 2011 byla zahájena komplexní obnova radnice, neboť jednotlivé konstrukce budovy a zejména její vnější plášť vykazovaly rozsáhlá poškození. Některé úpravy provedené v minulém století navíc narušily autentičnost a jednotu původního architektonického řešení, proto šlo mimo jiné o navrácení objektu do podoby co nejbližší původnímu řešení, a to s důrazem na využití tradičních materiálů a technologií.
V první etapě byla provedena rekonstrukce věže, která byla následně zpřístupněna veřejnosti. Bylo pořízeno nové schodiště a zesíleny stropní konstrukce, obnoven hodinový stroj. Dále proběhla obnova bohatě zdobených interiérů prvního patra a rekonstrukce nádvoří. Na tyto zásahy navázala rekonstrukce balkonů, střech a dvorní fasády. Obnova vnějšího pláště budovy s bohatou výzdobou, která si vyžádala velký podíl restaurátorských zásahů, byla dokončena v roce 2016.

## Vnější podoba radnice
Budova radnice v historizujícím stylu se secesními prvky je situována v řadové zástavbě západní strany náměstí. Hlavní třípodlažní průčelí je 28,7 m dlouhé a má asymetricky umístěnou hranolovou věž vysokou 66 m. Věž měla být původně umístěna uprostřed hlavního průčelí, ale pravé křídlo nebylo dostavěno, protože se nepodařilo vykoupit sousední dům. Ve dvoře na jižní straně na ni navazují přízemní budovy, ve kterých je zasedací síň a kotelna s technickým zázemím. Na severní straně za dvorním křídlem jsou dva samostatně stojící objekty dílen. Dvůr je uzavřen zděnou omítanou ohradní zdí s kovovým plotem a bránou. Střechy nad vysokým krovem jsou valbové, kryté plechem.

### Věž

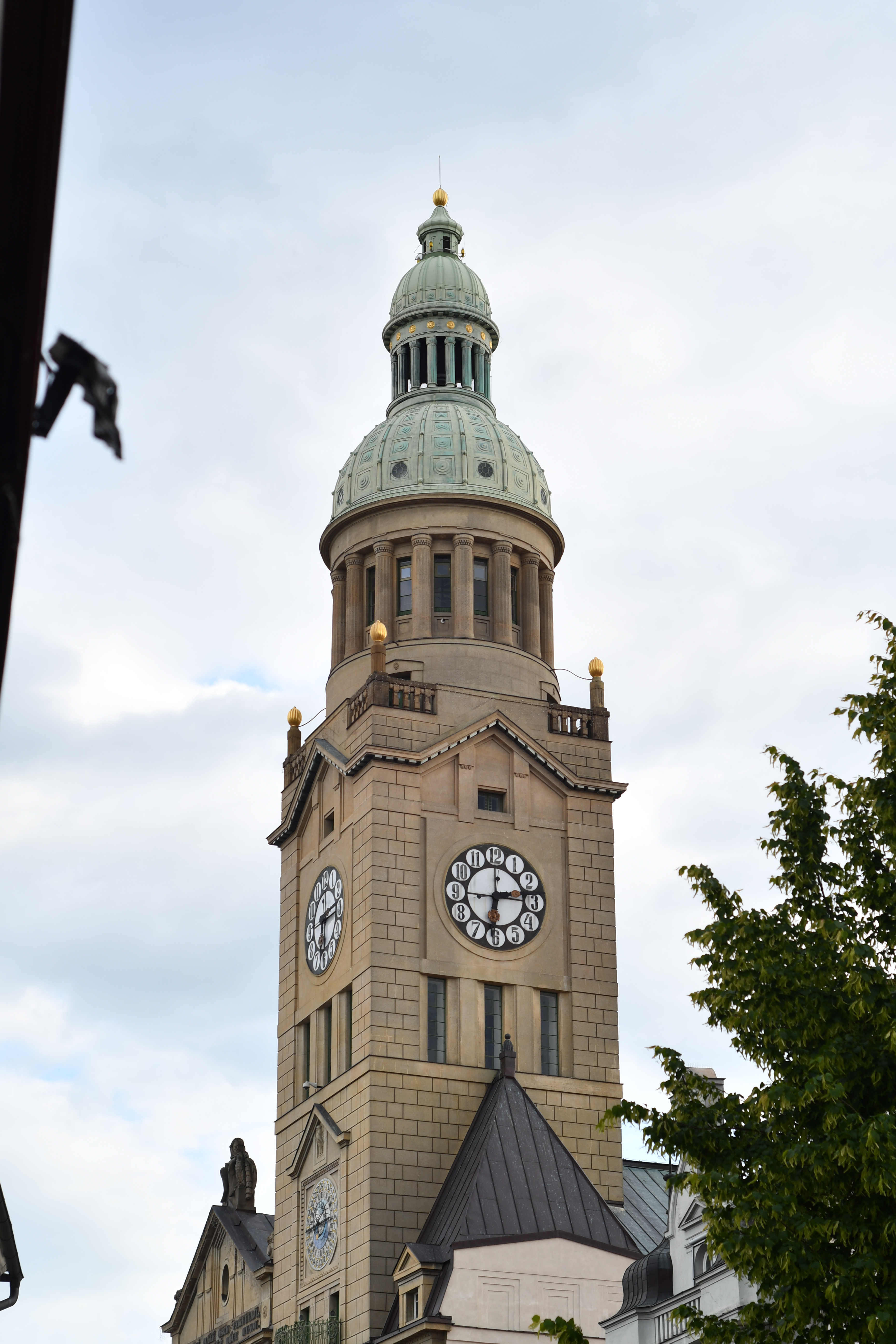
Věž radnice

Věž čtvercového půdorysu má ve druhém a třetím podlaží zaoblený arkýř, nad nímž se nachází balkon s ozdobným kovovým zábradlím. Vysoká okna arkýře jsou oddělena polosloupky. Nad balkonem je na zdi věže orloj ukazující čas a postavení Slunce na obloze. Orloj je doplněn plastikou kohouta. Nad řadou oken jsou na věžním tělese umístěny ciferníky hodin ve všech čtyřech světových stranách. Společně s orlojem jsou poháněny jedním strojem. Vyrobila je v roce 1910 továrna Ludvíka Heinze z Prahy. Věž ve výšce 42,5 m uzavírá otevřený čtvercový ochoz s balustrádovým zábradlím a přechází do válcovité nadstavby s kopulí a dvojitou lucernou. Válcovité pokračování věže je po obvodu členěno sloupy s hluboce zapuštěnými úzkými a vysokými okny. Krytina kupole je měděná s plastickým žebrováním. Lucerna opakuje motiv válcové věže a nese ještě malou plechovou lucernu. V lucerně jsou instalovány čtyři webkamery, které zprostředkují výhled na město. Věž má devět pater spojených točitým schodištěm. Je zde umístěna expozice z historie a současnosti radnice. Hlavní vyhlídka se nachází ve výšce 46 m. Zděná část věže je vysoká 51 m, obě kopule a lucerna s bání 15 m.

### Hlavní budova
V průčelí jsou nalevo od věže čtyři okenní osy, na pravé kratší straně jedna osa. V přízemí vlevo od věže se nachází monumentální vstup lemovaný polosloupky, s nadpražím zdobeným reliéfem ženské postavy Spravedlnosti, s dekorativními výplněmi a se zalamovanou římsou. Na vstupní schodiště byla použita žula z Mrákotína. Vedle vchodu je umístěna pamětní deska filozofa Edmunda Husserla. Na této straně budovy vystupuje ve 2. podlaží velký arkýř se zděným balkonem s balustrádou a bohatou sochařskou výzdobou. Tři vysoká okna arkýře s barevnými skly tvoří výrazný prvek fasády a naznačují umístění hlavního zasedacího sálu. Arkýř je završen štítem trojúhelníkového tvaru, který vystupuje nad římsu střechy. Štít zdobí dekorativní vázy a ve vrcholu kamenný znak města Prostějova. V dolní části štítu je umístěn ve dvou řadách nápis: „Svorností malé obce vzkvétají/ Nesvorností velké obce hynou“. Všechna okna průčelí radnice jsou výrazně vertikálně členěna, okny v přízemí mají ozdobné kovové ohrádky. Na plochu fasády, která je obložena umělým kamenem, byla použita bosáž. Sochařské a štukatérské práce jsou od Čeňka Vosmíka. V přízemí vpravo od věže je od roku 1949 mezi okny pamětní deska prostějovského rodáka Matěje Rejska s reliéfem polopostavy stavitele od Jana Třísky.

### Dvorní trakt
Dvorní fasády jsou méně zdobné, přesto architektonicky členěné geometrickými tvary. Podélné dvorní křídlo má suterén a čtyři podlaží s devíti okenními osami. Na západní straně je třípatrový rizalit, v jehož spodní části je předsunuté vstupní schodiště s kovaným zábradlím, nahoře je balkon s okrasným mřížovým zábradlím. Fasáda je ukončena segmentovým štítem. Ve směru k zadní bráně je kolmo postaveno zadní průčelí se šesti okenními osami. V rohu mezi hlavní budovou a dvorním traktem je sloupový portikus čtvrtkruhového půdorysu, nesený kanelovanými sloupy. Nad ním je terasa s balustrádou a vázami, pokračující na navazující přízemní části objektu na jihovýchodní straně dvora. Přes přízemní spojovací část je při jižní straně dvora připojen objekt zasedací místnosti se třemi velkými okny členěnými do drobných tabulek a se dvěma vstupy zvýrazněnými masivními sloupy, jejichž hlavice jsou nahrazeny lucernami. Mezi vstupy je jedno trojdílné okno. K objektu se zasedací místností se přes další spojovací prvek se dvěma okny pojí kotelna, moderně upravená dvoupodlažní stavba s prosklenou přední stěnou. Na opačné straně dvora byly vybudovány přízemní provozní dílny. Na západní straně je dvorní trakt uzavřen ohradní zídkou, přístup do dvora je zajištěn dvoukřídlou kovanou bránou.

## Interiér hlavní budovy
Bohatě a okázale zdobený interiér měl vyjadřovat ekonomickou sílu a vyspělost města na počátku 20. století. Vnitřní prostory radnice upoutají bohatou výzdobou malířskou, štukovou a kovotepeckou s neorenesančními a secesními prvky (meandr, perlovec, rozety, palmety, květinové motivy). Průchod do dvora, vstupní vestibul a chodby jsou zdobeny víc plasticky než barevně. Směrem do vyšších podlaží, kde jsou reprezentační místnosti, dekorativnosti přibývá. Zdi jsou celé pokryty pestrým malovaným dekorem. Mísí se zde dekorativní prvky různých epoch s prvky folklórní ornamentiky. Ve tvarování zábradlí, osvětlovacích těles a mříží se objevují motivy secesní. Na výtvarném působení interiérů radnice se velkou měrou podílejí řemeslné práce, které jsou provedeny s mimořádnou důkladností, dovedností a vkusem. Místnosti mají kazetové stropy, na stěnách jsou použity přírodní i umělý kámen a fresková výmalba se zlacením nebo dřevěné obklady. Dekorativně zdobeny jsou i dveřní výplně a zárubně i okna. Umělecky kvalitní jsou secesní osvětlovací tělesa, zábradlí a mříže. Krby jsou zdobeny carrarským mramorem. Interiér je doplněn hodnotnými malířskými díly. Ostatní místnosti slouží většinou jako kanceláře a jsou střídměji zdobené či bez výzdoby, s plochými stropy.

### Vstupní prostory
Za hlavním vstupem s dvoukřídlými dveřmi a nadsvětlíkem je chodba na dvůr, z níž na severní straně je vstup do haly a k monumentálnímu hlavnímu schodišti. V chodbě za dveřmi jsou proti sobě osazeny velké pamětní mramorové desky připomínající příběh výstavby radnice a tehdejší členy samosprávy. Jsou zde umístěny i původní prosklené nástěnné vitríny a znak města. Ve vstupních prostorách vestibulu a schodiště mezaninu zajišťují osvětlení vysoké kovové kandelábry s geometrickými dekory, které již nesou stopy kubismu. Ve vestibulu a mezipatře jsou instalovány velké pamětní desky se jmény občanů padlých ve světových válkách, které jsou zdobeny bronzovými portrétními reliéfy od Jana Třísky. Počátkem 90. let 20. století byla zhotovena třetí pamětní deska se jmény tří obětí sovětské invaze v srpnu 1968, která se nachází na boční stěně mezipatra. Kovové zábradlí schodiště s motivy bronzových stylizovaných kytic přechází ve druhém patře do ochozu, kde je výzdoba obohacena městskými znaky. Městský znak zdobí také hlavice pilastrů a sloupů hlavního schodiště, spolu s dvanácti oválnými cechovními znaky. Strop schodištních prostor je řešen jednoduchými geometrickými ornamenty v kombinaci štuku a barevné výmalby.

### První patro
V prvním patře jsou kanceláře vedení města s pracovnou primátora a zasedací místností městské rady. V předsíni kanceláře primátora je na dřevem obložené stěně umístěna rozměrná olejomalba s názvem Na vraku Anagny, dílo prostějovského rodáka Aloise Doležela z roku 1924. V pravé části, která vede do vedlejší radniční budovy, visí na čelní stěně gobelín s motivem z obrazu Jana Preislera Sen jinocha, který byl utkán v roce 2006 v Moravské gobelínové manufaktuře ve Valašském Meziříčí. Na téže stěně se nachází i vyřezávaný městský znak od místního řezbáře Miroslava Srostlíka. Reprezentativní místnosti v této části si zachovaly autentický charakter a jsou vybaveny původním mobiliářem. Zasedací sál městské rady má štukový strop s reliéfy čtyř ročních období a na stěnách dvě olejomalby s vesnickými motivy, akvarel Oldřicha Lasáka Krojovaní Hanáci a litografii T. F. Šimona. V pracovně primátora (zelený salonek) nad dřevěným obložením visí olejomalby Aloise Kalvody, Viléma Topinky, Oldřicha Lasáka a dalších umělců. Štuková reliéfní výzdoba stropu zobrazuje dvanáct měsíců. Ve vedlejším červeném salonku s původními tapetami se nachází soubor nábytku (tři křesla, čalouněná pohovka a stolek), který byl již v roce 1964 prohlášen za movitou kulturní památku. Na stěně je do ostění vsazen velkoformátový olej Aloise Kalvody Pohled na Prostějov z Držovského kopce (285x190cm), namalovaný na zakázku pro radnici v roce 1914.

### Druhé patro
Zde se nachází velký zasedací sál zastupitelstva, který slouží také jako obřadní síň. Do sálu se vstupuje trojími dvoukřídlými prosklenými dveřmi z foyer, jehož stěny nesou výraznou barevnou výzdobu. V kontrastu s tím je barevnost zasedací síně potlačena: tmavě hnědé dřevěné obložení stěn rozčleněné do čtvercových kazet s intarzovaným městským znakem doplňuje světlá okrová výmalba. Bohaté intarzie a další prvky zdobí také ostatní dřevěný mobiliář. Pozoruhodný je zejména kazetový štukový strop v zasedací místnosti, jehož hloubka dosahuje 1,3 m. Osvětlení tvoří centrální několikastupňový lustr, který doplňují čtyři stropní svítidla zavěšená v rozích síně. Pod nimi jsou umístěny čtyři kovové osvětlovací kandelábry zdobené splývavými šňůrami skleněných perel. Boční stěny zdobí dva ručně vázané koberce s motivem znaku města z roku 1935 (práce žáků místní odborné školy tkalcovské a krejčovské) a další dva se státním a zemským moravským znakem. V horní části dřevěného obložení stěn je umístěna portrétní galerie všech dosavadních českých představitelů města. Olejomalby o rozměrech 90x65 cm, které jsou zde umístěny vždy po ukončení funkčního období, jsou zasazeny ve vyřezávaných zlacených rámech. Veřejnost může sledovat zasedání z galerie nad foyer, která je přístupná z chodby ve 3. poschodí.
Z levé podélné stěny velkého sálu vedou skryté dveře do malé zasedací síně, kde se nachází velký stůl potažený hovězí kůží s třinácti křesly rozestavenými kolem něj. Nad ním visí velký bronzový lustr s ověsky a šňůrami skleněných perel. Z obrazů jsou nejvýznamnější dva rozměrné portréty manželů Kepkových od Jana Skramlíka, které radnici zapůjčila rodina architekta. Další místností je konferenční síň, která po úpravách z doby protektorátu ztratila původní ráz. Ve štukovém osazení, obnoveném v roce 1973, je osazena velká luneta Hanácká rodina malíře Oldřicha Lasák a z roku 1926. Vpravo od velké zasedací síně se nachází místnost technického zázemí.
Ze schodištní podesty se vchází do čekárny pro účastníky obřadů, která je vyzdobena dřevěnými reliéfy Miroslava Srostlíka. Ze schodiště v nejvyšším patře je přístup i do spodního podlaží věže.